# Abul-Abbas Ahmad Al-Xeriri
Abul-Abbas Ahmad Al-Xeriri (Jerez de la Frontera – † 1222) fue un poeta, filólogo y gramático andalusí. Se le reconoce por sus comentarios y glosas a obras clásicas de la literatura árabe en Al-Ándalus, así como por su aporte a la preservación del saber lingüístico en el siglo XIII.

## Biografía
Nacido en Jerez de la Frontera, en el entonces territorio de Al-Ándalus, Al-Xeriri desarrolló una intensa labor intelectual en los campos de la filología y la gramática árabe. Vivió en una época marcada por el esplendor cultural andalusí y el creciente contacto con corrientes intelectuales del Magreb y Oriente Próximo. Falleció en 1222.

## Obra
Su producción conocida está vinculada principalmente a la exégesis y el comentario de textos clásicos. Entre las obras que glosó destacan:[cita requerida]
- Nawadir, de al-Cali.
- Idah, de Farisí.
- Sumal, de al-Zarsarsí.

Estos comentarios reflejan un profundo conocimiento de la lengua árabe y de las tradiciones literarias del mundo islámico medieval.

## Legado
Aunque no se conservan obras originales suyas fuera de las glosas y comentarios, la figura de Al-Xeriri es recordada como parte del patrimonio cultural e intelectual de Jerez de la Frontera. Su labor contribuyó a la transmisión de textos fundamentales de la literatura árabe clásica y a la formación de nuevos eruditos en el ámbito andalusí.
En la actualidad, su nombre se menciona en estudios sobre la filología árabe medieval y en actividades culturales que recrean la historia de Jerez en época islámica.